# Arhavi
Arhavi est une ville et district de la province d'Artvin dans les montagnes surplombant la côte de la mer Noire à l'est de la Turquie.